# Миден (Мозел)
Миден (њем. Müden) општина је у њемачкој савезној држави Рајна-Палатинат. Једно је од 92 општинска средишта округа Кохем-Цел. Према процјени из 2010. у општини је живјело 664 становника. Посједује регионалну шифру (AGS) 7135066.

## Географски и демографски подаци
Миден се налази у савезној држави Рајна-Палатинат у округу Кохем-Цел. Општина се налази на надморској висини од 90 метара. Површина општине износи 7,5 km². У самом мјесту је, према процјени из 2010. године, живјело 664 становника. Просјечна густина становништва износи 89 становника/km².